# Sønder Stenderup
Sønder Stenderup er en by i Sydjylland med 518 indbyggere  (2025), beliggende 4 km øst for Sønder Bjert og 10 km sydøst for Kolding. Byen hører til Kolding Kommune og ligger i Region Syddanmark. Sdr. Stenderup Sognekommune blev en del af Gl. Kolding Kommune ved kommunalreformen i 1970.

## Omegnen
Mod nord, nordøst og sydøst er der kun et par kilometer fra byen ud til Stenderup Skovene ved Lillebælt. De tre statsskove Nørreskov, Midtskov og Sønderskov er tilsammen på 845 ha. I den nordlige ende af Nørreskov stikker Løver Odde ud mellem Kolding Fjord og Lillebælt. Her er badestrand, anløbsbro, ophalerplads, parkeringsplads, legeplads, kiosk, toilet og cafe. Café Løverodde blev etableret omkring 1896 og har siden været et populært udflugtsmål.
Solkær Å løber sydvest om byen og ud til Lillebælt gennem Solkær Enge. Her var enge og en sø på ca. 10 ha indtil området i 1923 blev afvandet og dyrket som landbrugsjord i godt 80 år. I 2004 indviede man et naturgenopretningsprojekt, hvor der blev etableret en noget større strandsø på 75 ha ved normal vandstand i Lillebælt. Havdiget er fjernet, så tidevandet kan komme ind og udskifte søens vand. Ved den nye sø ligger det gamle voldsted Skinkel(s)borg.

## Sogn og kirke
Sønder Stenderup ligger i Sønder Stenderup Sogn, som har hørt til Hertugdømmet Slesvig og dermed været en del af det historiske Sønderjylland, men det blev i 1864 indlemmet i Kongeriget Danmark i forbindelse med en ombytning med de kongerigske enklaver i Vestslesvig. Sognet kom således ikke under preussisk styre frem til Genforeningen i 1920 og hører derfor ikke til Sønderjylland efter den nutidige definition.
Midt i byen ligger Sønder Stenderup Kirke, som er bygget i romansk stil og opført i slutningen af 1100-tallet. Tårnet stammer fra sidste del af 1400-tallet.

## Faciliteter

### Skolen
Sdr. Stenderup Centralskole blev indviet i 1938 og havde i 2010 113 elever.

#### Nedskæringer
I 2014 var antallet nede på 64 elever, fordelt på 0.-5. klasse, og skolen blev 1. august 2015 slået sammen med Sdr. Bjert Centralskole i en landsbyordning, så der i Sønder Stenderup nu er børnehave med plads til 30 børn og skole med 0.-3.klasse, hvor der går 24 elever. Ved Børneuniverset ligger også Aktivitetshuset, en minihal, der efter 13 års forberedelser blev indviet i 1999. Den var opført på initiativ af Sdr. Stenderup Idrætsforening, der blev startet i 1943.

#### Flere nedskæringer
Den endelige beslutning om at lukke skolen for bestandigt blev taget på et ekstraordinært møde i Kolding kommunes børne- og uddannelsesudvalg i maj 2018 på trods af protest fra skolebestyrelsen. De resterende elever i 0-3 klasse Blev overflyttet til Sdr. Bjert Centralskole i nabobyen Sdr. Bjert (som skolen var blevet indlemmet under i 2015)

### Forsamlingshuset
Forsamlingshuset Dannevirke har to sale til hhv. 20 og 80 personer.

### Lokal Avis
Bjert-Stenderup Avisen husstandsomdeles i Bjert og Sdr. Stenderup og har også en net-udgave.

### Idrætsforening
Idrætsforeningen blev stiftet i 1943 og fik færdigbygget aktivitetshuset i 1999, denne minihall er siden brugt til forskellige formål i lokalområdet som for eksempel værested for unge efter skoletiden.

### Bjert/Stenderup Husholdningsforening
https://www.bjertstenderuphhf.dk/ Arkiveret 6. juli 2022 hos  Wayback Machine

### KFUM Spejderne
Kfum spejderne i Sdr Stenderup blev startet i 1990'erne[kilde mangler] og er i 2022 blevet slået sammen med KFUM Spejderne i Sdr Bjert.[kilde mangler]

## Historie
I Nørreskoven ligger Borgsted Banke, et voldsted fra ca. 1167. Her blev under krigen i 1864 opstillet kanoner.
Fra Stenderup Hage gik Karl X Gustavs tropper i forbindelse med Marchen over bælterne (en) 30. januar 1658 over Lillebælt på isen til Fønsskov.
27. juni 1807 brændte I Stenderup 21 gårde og 36 huse samt præstegaarden.
I 1904 beskrives Sønder Stenderup således: "Stenderup (Sønder St.) med Kirke, Præstegd., Skole, Missionshus og Forsamlingshus (begge opf. 1900), Fattiggaard (oprettet 1843, Plads for 32 Lemmer), Andelsmejeri, Teglværk og 2 Møller;" Målebordsbladene viser desuden et jordemoderhus. På kortet fra 1800-tallet staves landsbyen Stendrup.

### Elværket
Som noget helt specielt for en landsby havde Sønder Stenderup eget elektricitetsværk, som leverede 100 volt jævnstrøm. Det blev oprettet i 1909 på andelsbasis og var i drift til 1960. Værket var ejet af familien Stevnhoved, men blev overtaget af en lokal murermester i 2018. På det tidspunkt var elektricitetsværket nedslidt, og en storstilet renovering gik i gang indvendigt og udvendigt. Elektricitetsværket er i dag en moderne privatbolig.[kilde mangler]

### Stationsbyen[kilde mangler]
Sønder Stenderup fik jernbanestation på Kolding Sydbaners linje Kolding-Hejlsminde (1911-48). Der var i forvejen en Stenderup station på Horsens-Juelsminde Jernbane, så stationen kom til at hedde Varmark efter den nærliggende Varmarkgård. Postdistriktet hed også Varmark og blev ved med det efter banens tid og indtil byens postekspedition blev nedlagt.
Stationen havde et langt læsse- og vigespor. I den sydlige ende af det blev der i 1920'erne anlagt et 40 m langt stikspor med en galgekran, der kunne løfte 12 tons og blev brugt til læsning af trækævler fra de omliggende statsskove.
Banen tog en stor omvej for at komme til Sønder Stenderup, men den var ved banens start en ret betydelig landsby. Foruden ovennævnte var der købmand og brugsforening. I 1925 var der desuden snedker, karetmager, slagter, skrædder, maler, læge og telefoncentral med 96 abonnenter – i 1942 var der 111.
Stationsbygningen er bevaret på Varmarkvej 4. Ved Moshusevej i Varmark Skov kan man se et stykke af banens tracé, der dog ikke er tilgængeligt.

## Kendte personer[kilde mangler]
Billedhuggeren Anne Marie Carl-Nielsen blev født i Sdr. Stenderup som datter af proprietær Povl Julius Brodersen og Frederikke Johanne Kirstine Gylling. Hun voksede op på gården Thygesminde, og kærligheden til dyrene blev et centralt element i hendes motivvalg som kunstner. Hun blev gift med komponisten Carl Nielsen.